# Murallas de Atenas

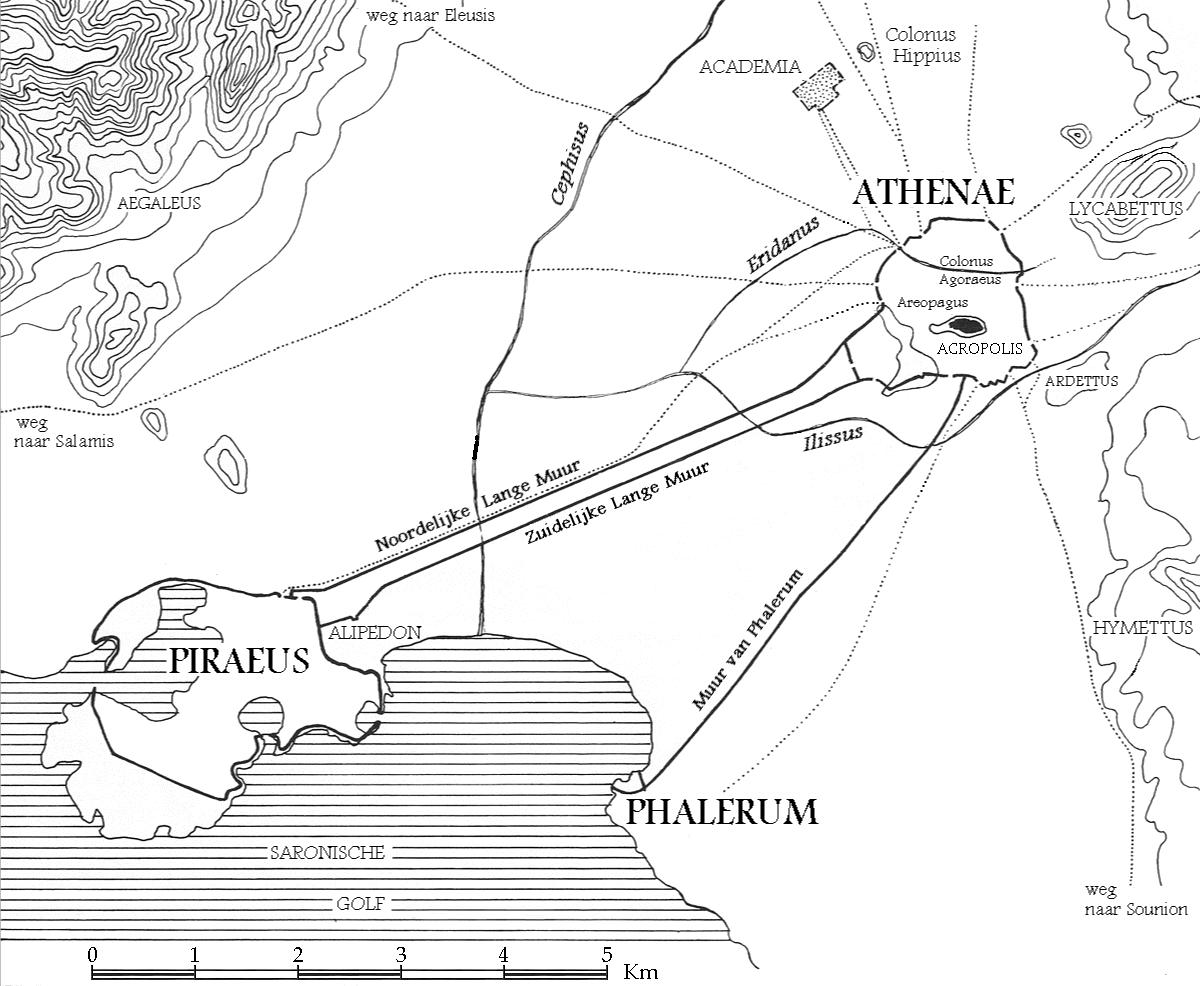
Las fortificaciones de la Atenas clásica, incluida el muro de Temístocles que rodea la ciudad y los Muros Largos que la conectan a El Pireo.

A lo largo de su historia, la ciudad de Atenas, la actual capital de Grecia, ha tenido diferentes conjuntos de murallas desde la Edad del Bronce hasta principios del siglo XIX. De entre estas destaca los Muros Largos y el muro de Temístocles construidos en época clásica. 
- Las fortificaciones micénicas ciclópeas de la Acrópolis de Atenas.
- El muro de los pelasgos al pie de la Acrópolis
- el llamado "Muro Arcaico", cuya existencia ubicación son tema de debate.[1]
- El muro de Temístocles, construida en 479 a. C.[2] Fue la muralla principal de la ciudad durante la antigüedad, restaurada y reconstruida varias veces bajo Conón, Demóstenes, Demetrio Poliorketes, etc.)
- Los muros largos, construidos en los años 460 y 440 a. C., conectan Atenas con sus puertos en El Pireo y el Phaleron
- El Protocheisma, un segundo muro construido frente al Muro de Temístocles en 338 a. C. como defensa adicional contra los macedonios
- el Diateichisma, construido en los años 280 a. C. como una segunda línea de defensa, después de la batalla de Queronea
- El Muro de Valeriano, construido a. C. en parte a lo largo de las líneas de muros más antiguos, en parte como una nueva fortificación, para proteger la ciudad contra los ataques bárbaros
- El muro de los hérulos, un circuito mucho más pequeño construido c. 280 d. C. que encierra el centro de la ciudad antigua después de su saqueo de Atenas (267 d. C.) por los Hérulos en 267 d. C.
- El Rizokastro, construido en los siglos 11 y 12 alrededor de la Acrópolis.
- El Muro de Haseki, construido en 1778 por el gobernador otomano de Atenas, Hadji Ali Haseki